# ۹۶۹ (میلادی)
۹۶۹ (میلادی) نهصد و شصت و نهمین سال تقویم میلادی است.

## درگذشتگان
- ۱۰ یا ۱۱ دسامبر - نیکه‌فوروس دوم، امپراتور بیزانس (به‌قتل رسید)

‎